# Pallenopsis dentifera
Pallenopsis dentifera is een zeespin uit de familie Pallenopsidae. De soort behoort tot het geslacht Pallenopsis. Pallenopsis dentifera werd in 1983 voor het eerst wetenschappelijk beschreven door Stock. 